# Goldener Kurznasenbeutler

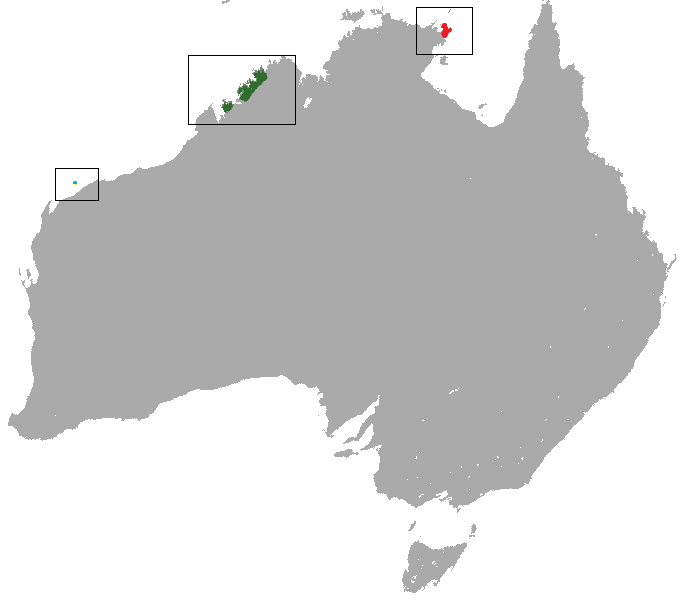
Die Verbreitungsgebiete der drei Unterarten des Goldenen Kurznasenbeutlers

Der Goldene Kurznasenbeutler (Isoodon auratus) ist ein Beuteltier aus der Gattung der Kurznasenbeutler, das in verschiedenen Restpopulationen im Norden und Nordwesten Australiens vorkommt. 

## Systematik und Verbreitung
Die Art wird in drei Unterarten unterteilt. Die Nominatform, Isoodon auratus auratus, lebt in der Region Kimberley und auf einigen Inseln vor der Küste. Isoodon auratus arnhemensis kommt nur noch auf der nordöstlichen Halbinsel (Cape Arnhem) des Arnhemlands vor und die letzten Vorkommen von I. auratus barrowensis leben auf Barrow Island und Middle Island. I. a. auratus und I. a. barrowensis lassen sich auch molekulargenetisch voneinander und von anderen Kurznasenbeutlern unterscheiden. I. a. arnhemensis wird vor allem aufgrund der größeren Größe und einer ein wenig unterschiedlichen Schädelform als weitere Unterart registriert. Dies wird jedoch nicht von allen Autoren anerkannt. In molekulargenetischen Analysen bilden I. a. auratus und I. a. barrowensis eine Klade mit Isoodon obesulus peninsulae, einer Unterart des Kleinen Kurznasenbeutlers, die auf der Kap-York-Halbinsel vorkommt. Die Unterart muss deshalb eventuell dem Goldenen Kurznasenbeutler zugeordnet werden oder zu einer eigenständigen Art erhoben werden. I. auratus barrowensis und Tiere, deren Unterart nicht bekannt ist, wurden vom Menschen auf weiteren kleinen westaustralischen Inseln ausgesetzt. Früher war die Art in weiten Teilen des westlichen und südlichen Australiens verbreitet.
Der Artzusatz im wissenschaftlichen Namen ist das lateinische Wort auratus (mit Gold geschmückt).

## Merkmale
Der Goldene Kurznasenbeutler ist die kleinste Art der Kurznasenbeutler und durch das gelblichbraune Fell charakterisiert. Der Bauch ist weißlich bis cremefarben, der Schwanz ist orange bis dunkelbraun. Die Kopfrumpflänge liegt bei 19 bis 29,5 cm, dazu kommt ein 8,4 bis 12,1 cm langer Schwanz. Das Gewicht von I. a. auratus liegt zwischen 300 und 670 g, das von I. a. barrowensis zwischen 250 und 600 g. Ausgewachsene Männchen sind 40 bis 50 % schwerer als die Weibchen.

## Lebensweise
Die Tiere leben in sandigen Gegenden, in denen vor allem Tussockgras, Eukalypten und Akazien wachsen. Ihre Nester, die aus trockenen Gräsern und Blättern bestehen, bauen sie vor allem in großen Tussockgrasbüscheln oder unter Sandsteinfelsen. Sie sind nachtaktiv, verbringen den Tag in den Nestern und verlassen diese erst bei vollständiger Dunkelheit. Sie sind 3 bis 4 Stunden nach Sonnenuntergang und eine Stunde vor Sonnenaufgang am meisten aktiv. Sie ernähren sich vor allem von größeren Wirbellosen, wobei größere bevorzugt werden. Zu ihrer Beute zählen Käfer, Termiten, Ameisen, Hundertfüßer und Larven. Außerdem fressen sie Früchte, Samen, Wurzeln, Sprössling und andere pflanzliche Teile. Pflanzliche Nahrung wird vor allem in der Trockenzeit verzehrt.

## Fortpflanzung
Das Weibchen bringt pro Wurf ein bis drei Junge zur Welt. Der Beutel öffnet sich nach hinten und hat acht Zitzen. Es ist nicht bekannt wie lange die Weibchen trächtig sind und wie lange die Jungtiere gesäugt werden. Wahrscheinlich ähnlich lang wie beim besser erforschten Kleinen Kurznasenbeutler (Isoodon obesulus). Goldene Kurznasenbeutler werden mit sechs bis sieben Monaten geschlechtsreif.

## Gefährdung
Die IUCN listet den Goldenen Kurznasenbeutler als „gefährdet“ (vulnerable). Der Rückgang der Art auf dem australischen Festland wird auf die Nachstellung durch verwilderte Hauskatzen und Rotfüchse sowie auf größere Buschfeuer zurückgeführt. Der verbleibende Bestand ausgewachsener Individuen wird auf 30.000 Exemplare geschätzt.